# Titularbistum Themisonium
Themisonium (ital.: Temisonio) ist ein Titularbistum der römisch-katholischen Kirche. 
Es geht zurück auf ein untergegangenes Bistum der antiken Stadt Themisonion in der kleinasiatischen Landschaft Phrygien in der heutigen Türkei. 
| Titularbischöfe von Themisonium |                                        |                                                            |                   |                    |
| Nr.                             | Name                                   | Amt                                                        | von               | bis                |
| 1                               | John Aelen MHM                         | Koadjutorbischof von Madras (Indien)                       | 2. Dezember 1901  | 13. Februar 1911   |
| 2                               | Paul Anton Jedzink                     | Weihbischof in Gnesen (Polen)                              | 30. Juni 1915     | 31. Oktober 1918   |
| 3                               | Antoine-Pierre-Jean Fourquet MEP       | Apostolischer Vikar von Canton (Republik China)            | 20. Februar 1923  | 11. April 1946     |
| 4                               | Pierre Bonneau CSSp                    | Apostolischer Vikar von Douala (Kamerun)                   | 12. Dezember 1946 | 27. Januar 1957    |
| 5                               | Tomás Francisco Reilly CSsR            | Prälat in San Juan de la Maguana (Dominikanische Republik) | 22. Juli 1956     | 21. November 1969  |
| 6                               | Rosendo Huesca Pacheco                 | Weihbischof in Puebla (Mexiko)                             | 30. Mai 1970      | 28. September 1977 |
| 7                               | Serafino Sprovieri                     | Weihbischof in Catanzaro (Italien)                         | 11. Februar 1978  | 31. Juli 1980      |
| 8                               | Ennio Appignanesi                      | Weihbischof in Lucera (Italien)                            | 20. Dezember 1980 | 15. September 1983 |
| 9                               | Gonzalo Ramiro del Castillo Crespo OCD | Weihbischof in La Paz (Bolivien)                           | 3. November 1983  | 14. April 2000     |
| 10                              | Christian Kratz                        | Weihbischof in Straßburg (Frankreich)                      | 18. Dezember 2000 |                    |